# Antonio Sbordone
Antonio Sbordone (Napoli, 16 giugno 1932 – Roma, 5 dicembre 2000) è stato un tuffatore italiano.

## Biografia
Nato a Napoli nel 1932, cominciò con la Rari Nantes per poi passare alle Fiamme Oro. A 28 anni ha preso parte ai Giochi olimpici di Roma 1960, nella gara di piattaforma 10 metri, non riuscendo ad accedere alla finale a 8, chiudendo 14º con 88.77 punti..
Fu campione italiano piattaforma 10 metri nel 1956, 1957 e 1960. Nel 1958 e 1959 fu campione italiano indoor.
Rappresentò l'Italia ai campionati europei di Budapest 1958, dove venne affiancato a Sergio Giovarruscio e Lamberto Mari e si piazzò al settimo posto.
Cessata l'attività agonistica divenne tecnico federale e, con il tedesco Horst Goerlitz, allestì a Roma per la prima volta un centro federale di tuffi. Fu allenatore della Lazio ed in seguito impiegato alla Federnuoto come coordinatore del settore tuffi.